# Baskervilles Hund
Baskervilles Hund (engelsk: The Hound of the Baskervilles) er en Sherlock Holmes-roman af Arthur Conan Doyle. Den er skrevet i 1901.

## Filmatiseringer
Romanen er blevet filmatiseret flere gange, bl.a. ved
- Baskervilles Hund, en tysk stumfilm fra 1914
- Baskervilles hund, en britisk film fra 1959 med Peter Cushing og André Morell som  Sherlock Holmes og Dr. Watson og Christopher Lee som Sir Henry Baskerville
- Prikljutjenija Sjerloka Kholmsa i doktora Vatsona: Sobaka Baskervilej (dansk: Sherlock Holmes' og Dr. Watsons eventyr: Baskervilles hund) en sovjetisk tv-film fra 1981 instrueret af Igor Maslennikov.